# Bürgermeister-Stolten-Medaille
Die Bürgermeister-Stolten-Medaille ist eine der höchsten Auszeichnungen der Freien und Hansestadt Hamburg, in der traditionell keine Orden verliehen werden (siehe  Hanseaten und Auszeichnungen).

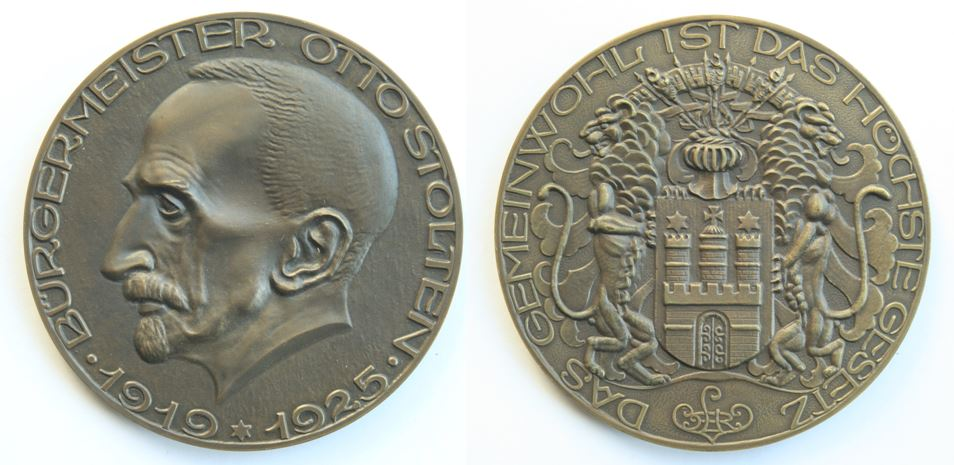
Bürgermeister-Stolten-Medaille

## Überblick
Geehrt werden mit der Medaille Persönlichkeiten der Stadt, die sich bleibende Verdienste um Hamburg erworben haben. Vor allem kommen die Träger aus den Bereichen Politik und Wirtschaft. Ausnahmen sind zum Beispiel der Präsident des Hamburger Sportbundes Fritz Bauer (1982), der Publizist Axel Eggebrecht oder der Filmproduzent Gyula Trebitsch (1994).
Die Medaille wurde am 20. September 1925 gestiftet. Benannt wurde sie nach Otto Stolten, dem ersten Sozialdemokratischen Abgeordneten in der Hamburgischen Bürgerschaft. Stolten, der von 1919 bis 1925 dem Hamburger Senat als Zweiter Bürgermeister angehörte, war 1925 auch die erste Person, welcher die Medaille verliehen wurde.
Das Ehrenbürgerrecht wurde bis 1948 ausschließlich an Nichthamburger – im politischen Sinne – verliehen, um sie zu „einem der unserigen“ zu machen. Mit dieser geschichtlichen Tradition wurde erstmals 1948 gebrochen, als Senator a. D. Henry Everling anlässlich seines 75. Geburtstages wegen seiner großen Verdienste um das Genossenschaftswesen mit dem Ehrenbürgerrecht ausgezeichnet wurde.
Das Hamburger Ehrenbürgerrecht als höchster Ehrenbezeugung der Stadt kann Personen gewährt werden, deren Verdienste über den Rahmen Hamburgs hinausgehen. Verdienste um die Hansestadt Hamburg selbst sollten mit der Bürgermeister-Stolten-Medaille geehrt werden.

## Medaille
Den Entwurf für die Medaille gestaltete Richard Luksch. Die Vorderseite zeigt Stoltens Profil mit der Umschrift BÜRGERMEISTER OTTO STOLTEN 1919–1925. Auf der Rückseite befindet sich das Landeswappen Hamburgs, umrahmt von zwei Löwen und den Worten DAS GEMEINWOHL IST DAS HÖCHSTE GESETZ. Unten auf dieser Seite findet sich zudem das Monogramm des Künstlers.

## Verleihungen
- 1925: Otto Stolten, Max Schramm
- 1928: Louis Grünwaldt
- 1929: Carl Cohn
- 1930: Justus Strandes, Carl Melchior
- 1931: Heinrich Stubbe, Arnold Nöldeke
- 1946: Rudolf Petersen, Adolph Schönfelder
- 1950: Wilhelm Kiesselbach, Christian Koch
- 1950: Georg Stenzel
- 1951: Albert Schäfer, Paul de Chapeaurouge
- 1953: Walther Fischer, Johannes Büll
- 1954: Simon Schöffel
- 1955: Paul Neumann
- 1961: Emmy Beckmann
- 1963: Emilie Kiep-Altenloh, Heinrich Landahl
- 1965: Max Brauer, Walter Dudek
- 1966: Hans E. B. Kruse
- 1967: Kurt Sieveking, Paula Karpinski
- 1970: Alfred Toepfer
- 1971: Walter Schmedemann
- 1972: Paul Nevermann, Gerhard Brandes
- 1974: Edgar Engelhard
- 1975: Wilhelm Walter
- 1976: Rudolf Büch
- 1978: Herbert Westerich, Ernst Weiß
- 1980: Kurt A. Körber
- 1982: Fritz Bauer
- 1983: Edmund Helbig
- 1984: Elsbeth Weichmann, Erich Lüth
- 1985: Eric M. Warburg
- 1986: Karl Schiller
- 1987: Alfred de Chapeaurouge
- 1989: Axel Eggebrecht, Hansjörg Sinn
- 1990: Erik Blumenfeld, Peter Schulz
- 1991: Peter-Heinz Müller-Link, Helmuth Kern
- 1993: Charlotte Fera, Hans Saalfeld, Rudolf Schlenker
- 1994: Helga Elstner, Gyula Trebitsch
- 1996: Diether Haas
- 1997: Klaus Asche, Oswald Paulig
- 2003: Klaus von Dohnanyi[2]
- 2005: Werner Otto
- 2007: Jürgen Westphal[3]
- 2011: Christa Randzio-Plath,[4]Henning Voscherau[5]
- 2017: Peter Dietrich[6]
- 2020: Volkwin Marg[7]
- 2022: Jürgen Bruns-Berentelg[8]